# Avenged Sevenfold (album)
Avenged Sevenfold er det fjerde studiealbum af det amerikanske heavy metal-band Avenged Sevenfold, som blev udgivet den 26. oktober 2007 af Warner Bros..
Oprindeligt skulle albummet udgives den 16. oktober 2007, men blev forsinket to uger med henblik på at give mere tid til at færdiggøre bonusmateriale og produktion; herunder at lave den animerede musikvideo til sangen "A Little Piece of Heaven". Albummet debuterede som nummer 4 på Billboard 200. Albummet er også blevet udgivet på vinyl. Bandet understøttede udgivelsen af albummet med en turné, som startede dagen før udgivelsen og endte i 2009.
Avenged Sevenfold er det sidste album i fuld længde, som blev produceret inden The Revs død, som forekom den 28. december 2009, kun to uger før bandet havde planlagt at indspille deres opfølgende album, Nightmare.
Selvom anmeldelserne af albummet var blandende, vandt albummet en Kerrang!-pris for "Best Album in 2008". I 2014 havde albummet solgt 960.161 eksemplarer i USA og 152.123 eksemplarer i Storbritannien.

## Spor
| 1.    | "Critical Acclaim"         | 5:18 |
| 2.    | "Almost Easy"              | 4:01 |
| 3.    | "Scream"                   | 4:50 |
| 4.    | "Afterlife"                | 6:01 |
| 5.    | "Gunslinger"               | 4:11 |
| 6.    | "Unbound (The Wild Ride)"  | 5:11 |
| 7.    | "Brompton Cocktail"        | 4:13 |
| 8.    | "Lost"                     | 5:02 |
| 9.    | "A Little Piece of Heaven" | 8:04 |
| 10.   | "Dear God"                 | 6:33 |
| 53:50 |                            |      |

## Musikere
Avenged Sevenfold
- M. Shadows – vokal
- Zacky Vengeance – rytme guitar, akustisk guitar på "Dear God", baggrundsvokal
- The Rev – trommer, vokal på "Critical Acclaim", "Afterlife" og "A Litlle Piece of Heaven", baggrundsvokal
- Synyster Gates – lead guitar, baggrundsvokal
- Johnny Christ – bas

Studiemusikere
- Programmering af Jay E på "Critical Acclaim" og "Scream"
- Klaver og Orgel af Jamie Muhoberac på "Critical Acclaim", "Unbound (The Wild Ride)", "Lost" og "A Little Piece of Heaven"
- Klaver af Gref Kusten på "Almost Easy"
- Kontrabas af Miles Mosley på "Afterlife", "Brompton Cocktail" og "A Little Piece of Heaven"
- Cello af Cameron Stone på "Afterlife", "Brompton Cocktail" og "A Little Piece of Heaven"
- Violin af Caroline Campbell og Neel Hammond på "Afterlife," "Brompton Cocktail" og "A Little Piece of Heaven"
- Bratsch af Andrew Duckles på "Afterlife", "Brompton Cocktail" og "A Little Piece of Heaven"
- Baggrundsvokal af Zander Ayeroff og Annmarie Rizzo på "Unbound (The Wild Ride)"
- Percussion af Lenny Castro på "Brompton Cocktail"
- Kor: Beth Andersen, Monique Donnelly, Rob Giles, Debbie Hall, Scottie Haskell, Luana Jackman, Bob Joyce, Rock Logan, Susie Stevens Logan, Arnold McCuller, Gabriel Mann og Ed Zajack på "Unbound (The Wild Ride)" og "A Little Piece of Heaven"
- Altsaxofon af Bill Liston og Brandon Fields på "A Little Piece of Heaven"
- Klarinet af Bill Liston og Rusty Higgins på "A Little Piece of Heaven"
- Tenorsaxofon af Dave Boruff og Rusty Higgins på "A Little Piece of Heaven"
- Barytonsaxofon af Joel Peskin på "A Little Piece of Heaven"
- Trompet af Wayne Bergeron og Dan Foreno på "A Little Piece of Heaven"
- Trombone af Bruce Fowler og Alex Iies på "A Little Piece of Heaven"
- Supplerende vokal af Juliette Commagere på "A Little Piece of Heaven"
- Pedal steel guitar og banjo af Greg Leisz på "Gunslinger" og "Dear God"
- Supplerende vokal af Shanna Crooks på "Gunslinger" og "Dear God"
- Supplerende vokal af Jaime Ochoa på "Critical Acclaim"
- Skrig på "Scream" af Valary Sanders